# Danzando sotto le stelle
Danzando sotto le stelle (Dancing at Midnight) è un romanzo della scrittrice americana Julia Quinn pubblicato nel 1995. Il romanzo appartiene alla saga nota come Trilogia Splendid.

## Trama
Lady Arabella Blydon, detta Belle, è una giovane donna brillante e colta, stanca degli uomini che si interessano solo alla sua bellezza e alla sua dote, ignorando la sua intelligenza. Dopo l'ennesima proposta di matrimonio poco lusinghiera, decide di ritirarsi nella tenuta di campagna della cugina Emma per trovare un po' di pace. Lì incontra lord John Blackwood, un eroe di guerra segnato nel corpo e nell'anima dalle esperienze vissute al fronte. Nonostante le sue ferite interiori, John si sente irresistibilmente attratto da Belle, la cui vivacità e determinazione riaccendono in lui la voglia di vivere. Tra passeggiate notturne e balli sotto le stelle, nasce un sentimento profondo, ma John dovrà affrontare i suoi demoni interiori per poter amare nuovamente.

## Edizioni
- Julia Quinn, Danzando sotto le stelle, Mondadori, 2009, ISBN 9788804751854.